# Oxysarcodexia afficta
Oxysarcodexia afficta är en tvåvingeart som först beskrevs av Wulp 1895.  Oxysarcodexia afficta ingår i släktet Oxysarcodexia och familjen köttflugor. Inga underarter finns listade i Catalogue of Life.